# Pew Research Center
El Centro de Investigaciones Pew (del inglés: Pew Research Center) es un think tank con sede en Washington D. C. que brinda información sobre problemáticas, actitudes y tendencias que caracterizan a los Estados Unidos y el mundo. 

## Generalidades
El Centro y sus proyectos reciben financiación de The Pew Charitable Trusts. En 1990, Donald S. Kellermann fue nombrado primer director de lo que se conoció en su momento como Times Mirror Center; en ese entonces era parte de un proyecto de encuestas de opinión operado por el Times Mirror, del grupo de Los Angeles Times.
La labor del Centro se desarrolla en siete proyectos:
- Pew Forum on Religion and Public Life
- Pew Global Attitudes Project
- Pew Hispanic Center
- Pew Internet and American Life Project
- Pew Research Center for the People and the Press
- Pew Social and Demographic Trends Project
- Project for Excellence in Journalism